# Star Trek: Lower Decks/Staffel 5
Dieser Artikel behandelt die 2024 veröffentlichte, 10-teilige fünfte Staffel der US-Fernsehserie Star Trek: Lower Decks.

## Episoden
| Nr. (ges.) | Nr. (St.) | Deutscher Titel                           | Originaltitel                | Erstveröffentlichung USA | Deutschsprachige Erstveröffentlichung (D/A/CH) | Regie            | Drehbuch                | Länge  |
| ---------- | --------- | ----------------------------------------- | ---------------------------- | ------------------------ | ---------------------------------------------- | ---------------- | ----------------------- | ------ |
| 41         | 1         | Dos Cerritos                              | Dos Cerritos                 | 24. Okt. 2024            | 24. Okt. 2024                                  | Megan Lloyd      | Aaron Burdette          | 28 min |
| 42         | 2         | Grüntöne                                  | Shades of Green              | 24. Okt. 2024            | 24. Okt. 2024                                  | Bob Suarez       | Keith Foglesong         | 25 min |
| 43         | 3         | The Best Exotic Nanite Hotel              | The Best Exotic Nanite Hotel | 31. Okt. 2024            | 31. Okt. 2024                                  | Brandon Williams | Stephanie Amante-Ritter | 26 min |
| 44         | 4         | Von Brüdern und anderen Herausforderungen | A Farewell to Farms          | 7. Nov. 2024             | 7. Nov. 2024                                   | Megan Lloyd      | Diana Tay               | 27 min |
| 45         | 5         | Sternenbasis 80?!                         | Starbase 80?!                | 14. Nov. 2024            | 14. Nov. 2024                                  | Bob Suarez       | May Darmon              | 25 min |
| 46         | 6         | Von Göttern und Kanten                    | Of Gods and Angles           | 21. Nov. 2024            | 21. Nov. 2024                                  | Brandon Williams | Aaron Burdette          | 24 min |
| 47         | 7         | Die Zeitdilatation                        | Fully Dilated                | 28. Nov. 2024            | 28. Nov. 2024                                  | Megan Lloyd      | Andrew Mueth            | 26 min |
| 48         | 8         | Upper Decks                               | Upper Decks                  | 5. Dez. 2024             | 5. Dez. 2024                                   | Bob Suarez       | Cullen Crawford         | 25 min |
| 49         | 9         | Die Spalt-Mission                         | Fissure Quest                | 12. Dez. 2024            | 12. Dez. 2024                                  | Brandon Williams | Lauren McGuire          | 28 min |
| 50         | 10        | Die neue nächste Generation               | The New Next Generation      | 19. Dez. 2024            | 19. Dez. 2024                                  | Megan Lloyd      | Mike McMahan            | 34 min |